# Bătălia de la Nedao
Bătălia de la Nedao s-a dat între forțele hunilor conduse de regele Ellac, fiul lui Attila, și cele ale unei uniuni de triburi germanice în anul 454 în Panonia. Însuși conducătorul hunilor moare în timpul luptei, ce se soldează cu victoria uniunii.